# Ludwig Redl
Ludwig Redl (* 12. September 1942 in Wien) ist ein österreichischer bildender Künstler und Designer. Er lebte und arbeitete zwischen 1965 und 2000 in den Vereinigten Staaten, im Vereinigten Königreich und in Brasilien. Sein künstlerischer Fokus liegt auf Skulptur, Zeichnen, Malerei und derzeit vor allem Fotografie.

## Leben
Ludwig Redl zog im Alter von 23 Jahren in die Vereinigten Staaten (Kalifornien), wo er einige Jahre später auch seine ersten Werke ausstellte. Später wirkte er auch in Rio de Janeiro und London, wo ebenfalls einige der Arbeiten in Galerien und Museen ausgestellt wurden.

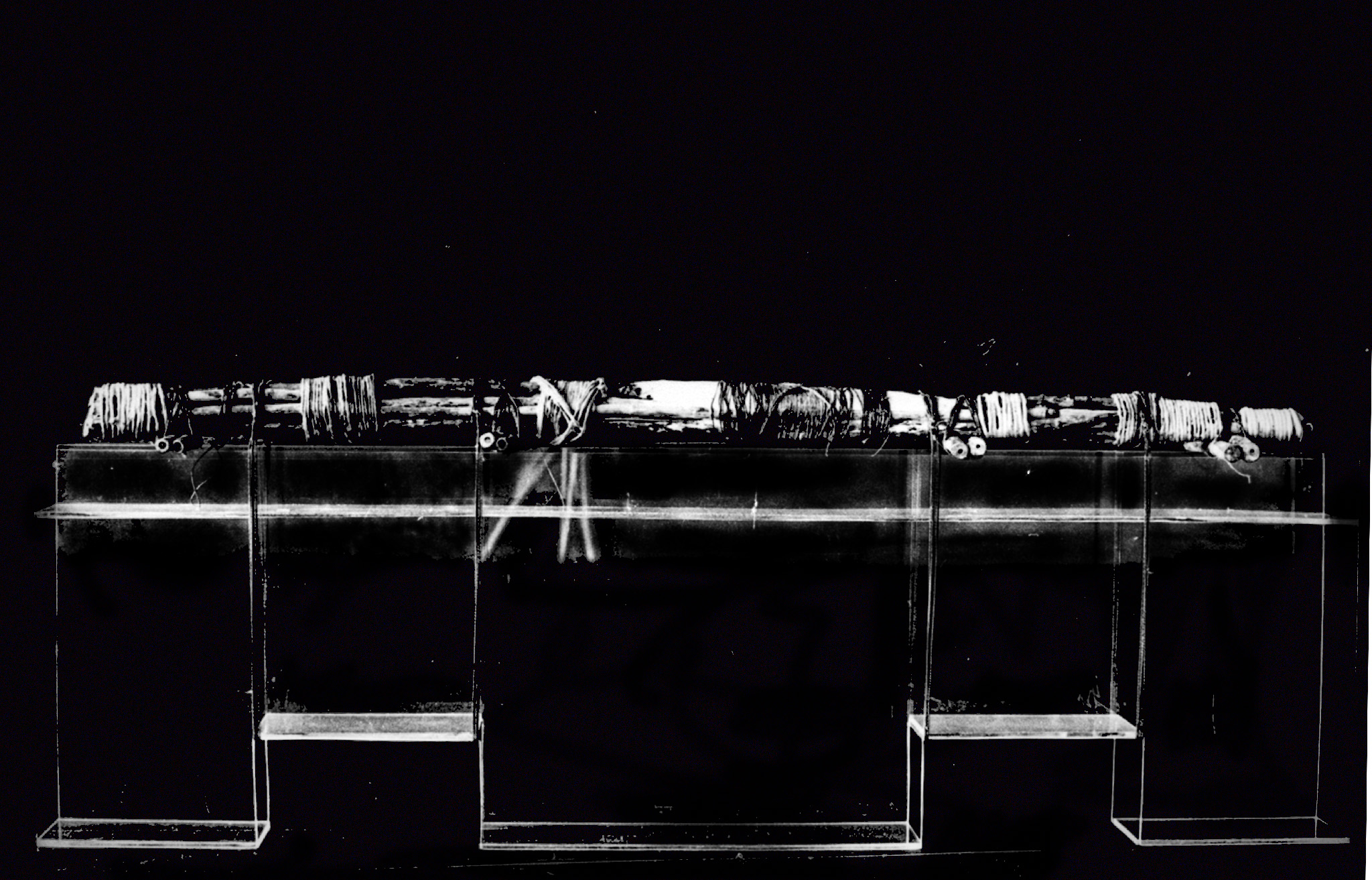
Liegende, Cirrus Gallery, Los Angeles, 1975

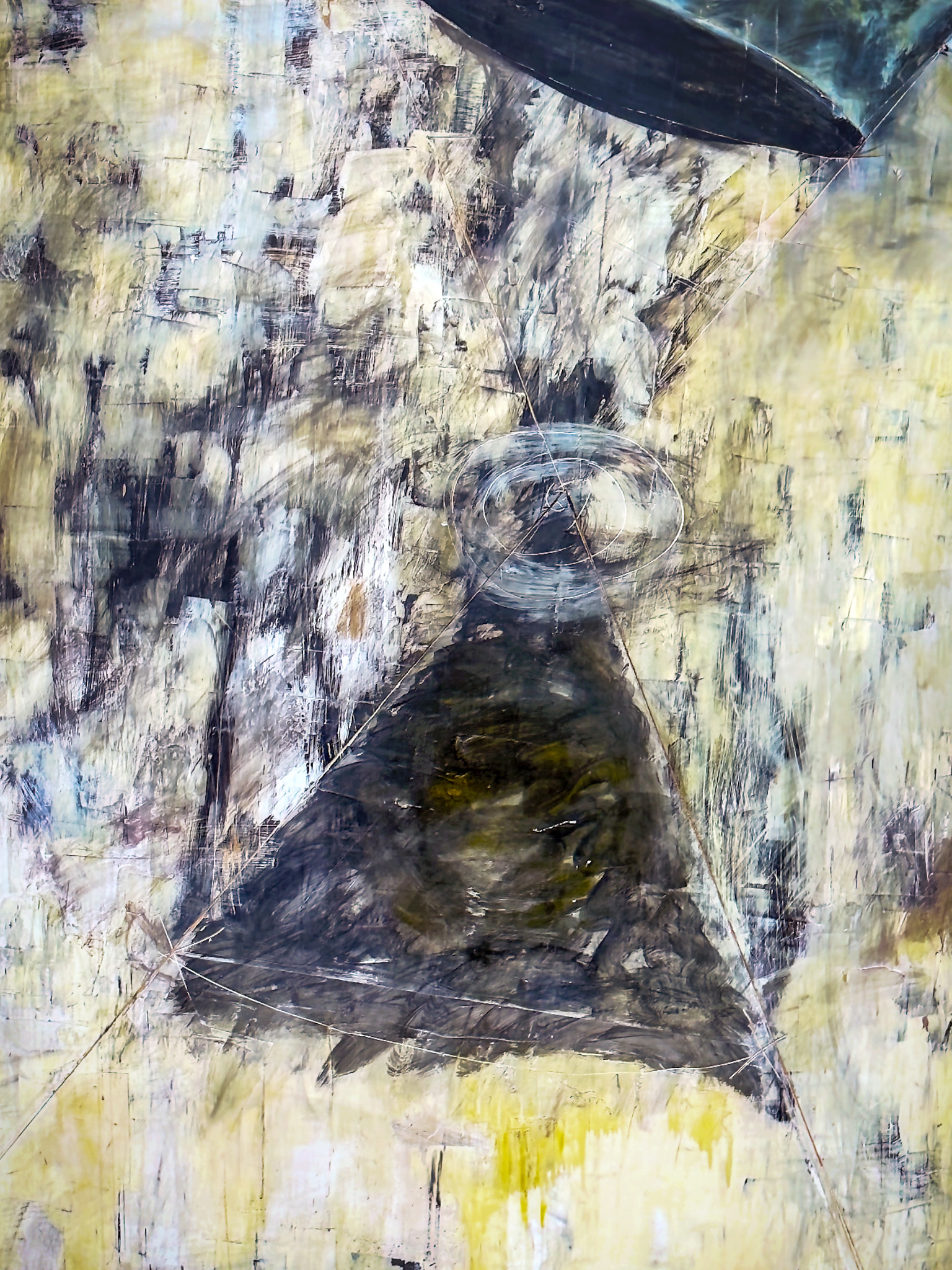
Der Zauberberg, Museo de Arte Moderna Rio de Janeiro, 1986

### Einzelausstellungen (Auswahl)
- Galerie George Givaudaun, Paris, 1969
- Cirrus Gallery, Los Angeles, 1975
- Hal Bromm Gallery, New York, 1975
- Galerie Albert Baronian, Brüssel, 1976
- Salone Annunciata, Mailand, 1978
- Tokyo Art Agency, Japan, 1979
- Galeria Anna Maria Niemeyer, Rio de Janeiro, 1986
- Galerie Walter Storms, München, 1980 und 1986
- Gallery Marlene Eleini, London
- Galerie Beatrix Wilhelm, Stuttgart
- Pro Art Galerie, Berlin, 1991 bis 1992

### Ausstellungen in Museen (Auswahl)
- Newport Harbor Artmuseum, Newport Beach
- MoMA PS1, New York, 1977
- Museo de Arte Moderna, Rio de Janeiro, 1986
- Museo de Arte do Rio Grande do Sul, Porto Alegre, 1987

## Bibliografie
- Art in America, Nancy Marmor, San Francisco
- Artweek, Sandy Ballatore, Los Angeles
- Artform, Peter Plagens, New York
- Kurator Museo de Arte Modera, Paulo Herkenhoff, Rio de Janeiro
- Cultura, Luiz Carlos Barbosa, Porto Alegre

| Personendaten    | Personendaten                                    |
| ---------------- | ------------------------------------------------ |
| NAME             | Redl, Ludwig                                     |
| KURZBESCHREIBUNG | österreichischer bildender Künstler und Designer |
| GEBURTSDATUM     | 12. September 1942                               |
| GEBURTSORT       | Wien                                             |